# Liste der Kulturgüter in Küttigen
Die Liste der Kulturgüter in Küttigen enthält alle Objekte in der Gemeinde Küttigen im Kanton Aargau, die gemäss der Haager Konvention zum Schutz von Kulturgut bei bewaffneten Konflikten, dem Bundesgesetz vom 20. Juni 2014 über den Schutz der Kulturgüter bei bewaffneten Konflikten sowie der Verordnung vom 29. Oktober 2014 über den Schutz der Kulturgüter bei bewaffneten Konflikten unter Schutz stehen.
Objekte der Kategorie A sind im Gemeindegebiet nicht ausgewiesen, Objekte der Kategorie B sind vollständig in der Liste enthalten, Objekte der Kategorie C fehlen zurzeit (Stand: 1. Januar 2023).

## Kulturgüter
| Foto |                                                                             | Objekt                                             | Kat. | Typ | Standort                               | Beschreibung |
| ---- | --------------------------------------------------------------------------- | -------------------------------------------------- | ---- | --- | -------------------------------------- | --- |
| ja   | Datei hochladen · Wikidata zu Burgruine Königstein (Q1284411)               | Burgruine Königstein KGS-Nr.: 00144                | B    | G   | 644877 / 252814                        | Ruine einer Höhenburg der Herren von Kienberg; erbaut um 1277, Zerfall ab Mitte des 15. Jahrhunderts. |
| BW   | Datei hochladen · Wikidata zu Ehemalige Papiermühle Sauerländer (Q29576369) | Ehemalige Papiermühle Sauerländer KGS-Nr.: 00145   | B    | G   | Benkenstrasse 61 645222 / 252607       | 1822/23 erbaute Papiermühle des Sauerländer-Verlags. Nach Stilllegung zu Wohnzwecken umgebaut. |
| BW   | Datei hochladen · Wikidata zu Ehemalige Mühle (Q29576366)                   | Ehemalige Mühle KGS-Nr.: 15489                     | B    | G   | Hauptstrasse 36 646048 / 251721        | 1608 im spätgotischen Stil erbaute Mühle. Mauerbau mit steilem Giebel. |
| ja   | Datei hochladen · Wikidata zu Schellenbrücke (Q29576376)                    | Schellenbrücke KGS-Nr.: 15490                      | B    | G   | Alte Staffeleggstrasse 646451 / 252745 | Von 1805 bis 1810 erbaute steinerne Bogenbrücke, wahrscheinlich nach Plänen von Kantonsbaumeister Johannes Schneider. |
| BW   | Datei hochladen · Wikidata zu Ehemaliges Zollhaus (Q29576371)               | Ehemaliges Zollhaus KGS-Nr.: 15491                 | B    | G   | Benkenstrasse 4 645922 / 252102        | 1569 erbautes Zollhaus an der Staffelegg-Passstrasse. Ältester Profanbau des Dorfes. |
| ja   | Datei hochladen · Wikidata zu Kirche Kirchberg (Küttigen) (Q1742596)        | Evangelisch-reformierte Pfarrkirche KGS-Nr.: 15492 | B    | G   | Kirchbergstrasse 647144 / 251284       | Von 1462 bis 1472 erbautes Kirchengebäude im spätgotischen Stil, der Kirchturm stammt vom romanischen Vorgängerbau des Hochmittelalters. Das Kirchenschiff und der eingezogene Chor ruhen auf einem kräftigen Sockel und sind unter einem durchgezogenen Satteldach vereinigt. |
| BW   | Datei hochladen · Wikidata zu Ruine Horen (Q2175317)                        | Burgruine Horen KGS-Nr.: 15493                     | B    | G   | 646727 / 251595                        | Ruine einer Höhenburg der Herren von Kienberg. Nach 1100 an der Stelle einer prähistorischen Siedlung erbaut und um die Mitte des 13. Jahrhunderts zerstört. |

## Übrige Baudenkmäler
Hinweis: Anstelle der KGS-Nummer wird als Objekt-Identifikator (ID) eine Gemeinde interne ID verwendet.
| ID           | Foto |                                                                  | Objekt                             | Typ | Standort                                                                                        | Beschreibung |
| ------------ | ---- | ---------------------------------------------------------------- | ---------------------------------- | --- | ----------------------------------------------------------------------------------------------- | --- |
| INV-KUT901   | BW   | Datei hochladen                                                  | Ref. Pfarrhaus                     | G   | Kirchbergstrasse 82 647081 / 251305                                                             | (INV-KUT901) Ref. Pfarrhaus. |
| INV-KUT902   | BW   | Datei hochladen                                                  | Spittel                            | G   | Hauptstrasse 645959 / 251832                                                                    | (INV-KUT902) Altes Schulhaus. |
| INV-KUT903   | BW   | Datei hochladen                                                  | Altes Schulhaus (Türmlischulhaus)  | G   | Schulhausweg 645913 / 251844                                                                    | (INV-KUT903) Altes Schulhaus. |
| INV-KUT904   | BW   | Datei hochladen                                                  | Neues Schulhaus                    | G   | Rosenbergstrasse 645896 / 251897                                                                | (INV-KUT904) Neues Schulhaus. |
| INV-KUT905A  | BW   | Datei hochladen                                                  | Brücke zum Horenhof                | G   | Hauptstrasse 39 646698 / 251795                                                                 | (INV-KUT905A) Brücke der Rosenbergstrasse über den Horebach zum Horehof.                                                                     |
| INV-KUT905B  | BW   | Datei hochladen                                                  | Aabach-Brücke                      | G   | Bibersteinerstrasse 646812 / 250867                                                             | (INV-KUT905B) Brücke der Bibersteinerstrasse über den Aabach.                                                                                |
| INV-KUT905C  | BW   | Datei hochladen                                                  | Brücke Waldbach                    | G   | Löchliweg 646017 / 251567                                                                       | (INV-KUT905C) Brücke des Löchliwegs über den Waldbach.                                                                                       |
| INV-KUT906   | ja   | Datei hochladen · Wikidata zu Steintreppe Stäglimatt (Q55503953) | Steintreppe Stäglimatt             | G   | Bergseitig der Staffeleggstrasse 70 Meter ob dem Brunnen, direkt an der Strasse 646262 / 253801 | (INV-KUT906) Alte, steinerne Treppe auf dem alten Weg über die Staffelegg. Auf sie führt der Flurname "Stäglimatt" zurück.                   |
| INV-KUT907   |      | Datei hochladen                                                  | Gedenkstein für A.Schmid-Bühler    | G   | Grossmatt (Alte Staffeleggstrasse)                                                              | (INV-KUT907) Gedenkstein für A.Schmid-Bühler.                                                                                                |
| INV-KUT908   |      | Datei hochladen                                                  | Denkmal für Samuel Schwarz         | G   | Friedhof Kirchberg                                                                              | (INV-KUT908) Denkmal für Samuel Schwarz. |
| INV-KUT909   |      | Datei hochladen                                                  | Gedenktafel für Jakob Nüsperli     | G   | Friedhof Kirchberg                                                                              | (INV-KUT909) Gedenktafel für Jakob Nüsperli von Aarau, 1781 bis 1835 Pfarrer auf Kirchberg; geb.: 5. Februar 1756, gest.: 14. Dezember 1835. |
| INV-KUT910   | BW   | Datei hochladen                                                  | Ehem. Bauernhaus                   | G   | Trottegass (Benkenstrasse 24) 645632 / 252304                                                   | (INV-KUT910) Ehem. Bauernhaus. |
| INV-KUT911   | BW   | Datei hochladen                                                  | Ehem. Bauernhaus von 1844          | G   | Biel (Kirchbergstrasse 31) 646243 / 251548                                                      | (INV-KUT911) Ehem. Bauernhaus von 1844. |
| INV-KUT912   | BW   | Datei hochladen                                                  | Ehem. Bauernhaus mit Stöckli-Anbau | G   | Vorstadtstrasse 36 645781 / 251886                                                              | (INV-KUT912) Ehem. Bauernhaus mit Stöckli-Anbau.                                                                                             |
| INV-KUT913   | BW   | Datei hochladen                                                  | Ehem. Bauernhaus von 1826          | G   | Rombach, Bifang (Gehrenstrasse 13) 645313 / 250331                                              | (INV-KUT913) Ehem. Bauernhaus von 1826. |
| INV-KUT914   | BW   | Datei hochladen                                                  | Ehem. Bauernhaus von 1822          | G   | Trottegass (Benkenstrasse 8) 645882 / 252149                                                    | (INV-KUT914) Ehem. Bauernhaus von 1822. |
| INV-KUT915   | BW   | Datei hochladen                                                  | Haus Schwab                        | G   | Kirchbergstrasse 1 646017 / 251704                                                              | (INV-KUT915) Haus Schwab. |
| INV-KUT916   | BW   | Datei hochladen                                                  | Ehem. Bauernhaus, um 1800          | G   | Bohnlet (Kirchbergstrasse 24) 646245 / 251490                                                   | (INV-KUT916) Ehem. Bauernhaus, um 1800. |
| INV-KUT917   | BW   | Datei hochladen                                                  | Untere Trotte                      | G   | Zwüschebäche, Trottegass (Benkenstrasse 9) 645848 / 252139                                      | (INV-KUT917) Untere Trotte. |
| INV-KUT918   | BW   | Datei hochladen                                                  | Gasthof Kreuz                      | G   | Hauptstrasse 49 645900 / 252010                                                                 | (INV-KUT918) Gasthof Kreuz. |
| INV-KUT919   | BW   | Datei hochladen                                                  | Wohnhaus, um 1800/10               | G   | Rombach (Küttigerstrasse 4) 645608 / 250188                                                     | (INV-KUT919) Wohnhaus, um 1800/10. |
| INV-KUT920   | BW   | Datei hochladen                                                  | Wohnhaus, um 1800                  | G   | Zwüschebäche (Benkenstrasse 21) 645695 / 252210                                                 | (INV-KUT920) Wohnhaus, um 1800. |
| INV-KUT921   | BW   | Datei hochladen                                                  | Wohnhaus                           | G   | Zwüschebäche (Benkenstrasse 23) 645681 / 252222                                                 | (INV-KUT921) Wohnhaus. |
| INV-KUT922   | BW   | Datei hochladen                                                  | «Zehntenhaus»                      | G   | Mühlebezirk (Gänsackerstrasse 4) 646065 / 251750                                                | (INV-KUT922) «Zehntenhaus». |
| INV-KUT923   | BW   | Datei hochladen                                                  | Haus Baumschule, um 1805           | G   | Leuenmatt (Alte Stockstrasse 8) 646087 / 250643                                                 | (INV-KUT923) Haus Baumschule, um 1805. |
| INV-KUT924A  | BW   | Datei hochladen                                                  | «Lindebrunne» von 1902             | K   | Hauptstrasse 38 645979 / 251751                                                                 | (INV-KUT924A) «Lindebrunne» von 1902. |
| INV-KUT924B  | BW   | Datei hochladen                                                  | Brunnen, 19. Jh.                   | K   | Rainstrasse 71 646003 / 251319                                                                  | (INV-KUT924B) Brunnen, 19. Jh. |
| INV-KUT924C  |      | Datei hochladen                                                  | Brunnen, 19. Jh.                   | K   | Kirchberg                                                                                       | (INV-KUT924C) Brunnen, 19. Jh. |
| INV-KUT924D  | BW   | Datei hochladen                                                  | Brunnen, 19. Jh.                   | K   | Vorstadtstrasse/Waldbachweg 645826 / 251713                                                     | (INV-KUT924D) Brunnen, 19. Jh. |
| INV-KUT924E  |      | Datei hochladen                                                  | «Helibrunne» von 1892              | K   | Alte Stockstrasse                                                                               | (INV-KUT924E) «Helibrunne» von 1892. |
| INV-KUT924F  | BW   | Datei hochladen                                                  | Brunnen, 20. Jh.                   | K   | Stäglimatt, Staffeleggstrasse 646251 / 253772                                                   | (INV-KUT924F) Brunnen, 20. Jh. |
| INV-KUT924G  |      | Datei hochladen                                                  | Brunnen Horenhof, um 1900          | K   | gegenüber Rosenbergstrasse 36                                                                   | (INV-KUT924G) Brunnen Horenhof, um 1900. |
| INV-KUT924H  | BW   | Datei hochladen                                                  | Brunnen beim «Schällehus», 19. Jh. | K   | Giebelweg 1 646468 / 252515                                                                     | (INV-KUT924H) Brunnen beim «Schällehus», 19. Jh.                                                                                             |
| INV-KUT924I  | BW   | Datei hochladen                                                  | Brunnen von 1932                   | K   | Giebelweg, Nähe Horenbach 646565 / 252609                                                       | [Stimmen die Koordinaten?](INV-KUT924I) Brunnen von 1932.                                                                                    |
| INV-KUT924J  | BW   | Datei hochladen                                                  | Brunnen von 1893                   | K   | Alte Staffeleggstrasse 11 646254 / 252341                                                       | (INV-KUT924J) Brunnen von 1893. |
| INV-KUT924K  | BW   | Datei hochladen                                                  | «Chüngelerbrunnen», 19. Jh.        | K   | Benkenstrasse/Oberdorfstrasse 645556 / 252299                                                   | (INV-KUT924K) «Chüngelerbrunnen», 19. Jh. |
| INV-KUT924L  | BW   | Datei hochladen                                                  | Brunnen von 1872                   | K   | Vorstadtstrasse 39 645683 / 251924                                                              | (INV-KUT924L) Brunnen von 1872. |
| INV-KUT924M  | BW   | Datei hochladen                                                  | Brunnen von 1873                   | K   | gegenüber Vorstadtstrasse 54 645459 / 252069                                                    | (INV-KUT924M) Brunnen von 1873. |
| INV-KUT924N  | BW   | Datei hochladen                                                  | «Chilchbergbrünnli»                | K   | Kirchbergstrasse/Fluhweg 647048 / 251317                                                        | (INV-KUT924N) «Chilchbergbrünnli». |
| INV-KUT924O  |      | Datei hochladen                                                  | «Deuchelbrunne», 19. Jh.           | K   | Löchliweg                                                                                       | (INV-KUT924O) «Deuchelbrunne», 19. Jh. |
| INV-KUT924P  |      | Datei hochladen                                                  | Brunnen                            | K   | Stock, Schulhausplatz P3                                                                        | (INV-KUT924P) Brunnen. |
| INV-KUT924Q  |      | Datei hochladen                                                  | Brunnen                            | K   | Stock, Schulhausplatz P2                                                                        | (INV-KUT924Q) Brunnen. |
| INV-KUT924R  |      | Datei hochladen                                                  | Brunnen                            | K   | Schulhaus Dorf                                                                                  | (INV-KUT924R) Brunnen. |
| INV-KUT924S  |      | Datei hochladen                                                  | Brunnen                            | K   | Stock, Schulhausplatz P1                                                                        | (INV-KUT924S) Brunnen. |
| INV-KUT924T  |      | Datei hochladen                                                  | Brunnen beim Alten Spittel         | K   | hinter dem Alten Spittel                                                                        | (INV-KUT924T) Brunnen beim Alten Spittel. |
| INV-KUT924U  | BW   | Datei hochladen                                                  | Brunnen, Horenhof                  | K   | Rosenbergstrasse 34 646580 / 251783                                                             | (INV-KUT924U) Brunnen, Horenhof. |
| INV-KUT924V  |      | Datei hochladen                                                  | Holzbrunnen, Horenhof              | K   | gegenüber Rosenbergstrasse 34                                                                   | (INV-KUT924V) Holzbrunnen, Horenhof. |
| INV-KUT924W  | BW   | Datei hochladen                                                  | Brunnen                            | K   | Rosenbergstrasse 26 646539 / 251738                                                             | (INV-KUT924W) Brunnen. |
| INV-KUT924X  | BW   | Datei hochladen                                                  | Brunnen                            | K   | Rosenbergstrasse 7 646197 / 251719                                                              | (INV-KUT924X) Brunnen. |
| INV-KUT924Y  |      | Datei hochladen                                                  | Brunnen                            | K   | vor der Scheune (Rosenbergstrasse 7)                                                            | (INV-KUT924Y) Brunnen. |
| INV-KUT924Z1 |      | Datei hochladen                                                  | Brunnen von 1877                   | K   | gegenüber Bielweg 11                                                                            | (INV-KUT924Z1) Brunnen von 1877. |
| INV-KUT924Z2 | BW   | Datei hochladen                                                  | Brunnen von 1931                   | K   | Nähe Staffeleggstrasse 16 646091 / 252306                                                       | (INV-KUT924Z2) Brunnen von 1931. |
| INV-KUT924Z3 | BW   | Datei hochladen                                                  | Brunnen                            | K   | Benkenstrasse 30 645504 / 252366                                                                | (INV-KUT924Z3) Brunnen. |
| INV-KUT925   |      | Datei hochladen                                                  | Wuhr                               | K   | Pfang                                                                                           | (INV-KUT925) Wuhr. |

Legende: Siehe Legende der Liste der Kulturgüter von nationaler und regionaler Bedeutung. Anstelle der KGS-Nummer wird als Objekt-Identifikator (ID) die Inventar- oder Gebäudenummer in der Bau- und Nutzungsordnung der Gemeinde verwendet.